# کیرن پیج
کیرن پیج (انگلیسی: Kieran Page؛ زادهٔ ۲ مهٔ ۱۹۸۳) دوچرخه‌سوار اهل بریتانیا است.